# Fredrik Sjöberg (författare)
Fredrik Sjöberg, född 31 augusti 1958 i Västervik, är en svensk författare, översättare och biolog. 

## Biografi
Sjöberg är verksam som kulturskribent och recensent vid Svenska Dagbladet. Han har givit ut ett flertal böcker. Mest läst och framgångsrik är Flugfällan (2004), som bland annat handlar om entomologen René Malaise men också utforskar frågor om samlande, forskariver och förhållandet mellan människa och natur. Boken nominerades till Augustpriset. Flugfällan har översatts till flera språk och fick goda recensioner internationellt: 
| ”                           | På något vis lyckas Sjöberg dra oss med på sina många utflykter och omvägar, vilka ofelbart är intressanta men ofta bara löst knutna till ämnet, och ändå hålla farten uppe och fläta samman utvikningstrådar tvärs över århundraden och kontinenter; vänligt men bestämt yrkar han genom att föregå med gott exempel på att lugnet, tålamodet, det goda humöret, omsorgen, noggrannheten och det öppna sinnet är sina egna belöningar. | „ |
| – New York Times, 31/5 2015 | |   |

Ytterligare två böcker i samma personligt hållna och essäistiska stil följde och bildar sålunda en mycket löst sammanhållen trilogi: Flyktkonsten (2006), som följer spåret efter konstnären Gunnar Widforss, och Russinkungen (2009) om August Gustaf Eisen. Trilogin ledde till att Sjöberg förärades ett Ig Nobelpris i litteratur år 2016.
Sjöberg var värd för P1:s radioprogram Sommar midsommardagen den 26 juni 2004. Han har också medverkat som gästspanare i radioprogrammet Spanarna.
Han blev 2002 ledamot av Kungliga Skogs- och Lantbruksakademien och 2003 ledamot av Kungliga Skytteanska Samfundet. Han är bosatt på Runmarö i Stockholms skärgård.
Sjöberg har (2020) beskrivit klimatdebatten som "alltför känslostyrd och religiöst fördömande", vilket gjort det kontroversiellt att syna källorna och ifrågasätta påståenden till exempel om massutrotning.
Han är gift med Aase Berg.

## Dramatik
- 2007/08 – Insektsgalan Stockholms stadsteater, i regi av Helge Skoog

## Priser och utmärkelser
- 2005 – De Nios Vinterpris
- 2006 – Änglamarkspriset
- 2006 – En bok för allas litterära humorpris för Flyktkonsten
- 2006 – Björn Lindroth-stipendiet
- 2007 – Alf Henrikson-priset
- 2009/2010 – Stipendiat der Künstlerhaus Villa Concordia, Bamberg
- 2009 – Hedersdoktor vid Sveriges lantbruksuniversitet
- 2011 – Linnépriset
- 2012 – John Landquists pris
- 2013 – Hedersdoktor vid Lunds universitet
- 2013 – Gerard Bonniers essäpris
- 2014 – Beskowska resestipendiet
- 2014 – Göteborgs Stads litteraturpris[4]
- 2015 – Svenska Akademiens essäpris
- 2016 – Ig Nobelpriset i litteratur[5]
- 2018 – Axel Liffner-stipendiet
- 2018 – Hans Majestät Konungens medalj
- 2023 – Lagercrantzen